# Song Yoo-jung
Song Yoo-jung (8 de junio de 1994-23 de enero de 2021) fue una actriz y modelo de Corea del Sur. Song hizo su debut actoral en la serie Golden Rainbow de la MBC en 2013. Ganó la atención de los espectadores por su actuación en la serie del mismo canal de cable Make Your Wish (2014). También apareció en la serie de televisión School 2017 (2017).
Fue modelo para los cosméticos Estee Lauder, The Body Shop, y portavoz de la empresa de helados Baskin Robbins.
El 25 de enero de 2021, su agencia Sublime Artist Agency anunció a los medios que la actriz había fallecido por causa desconocida.

## Filmografía

### Series de televisión
| Año  | Título         | Papel                      | Cadena | Ref.   |
| ---- | -------------- | -------------------------- | ------ | ------ |
| 2013 | Golden Rainbow | Kim Chun-won (adolescente) | MBC    |        |
| 2014 | Make Your Wish | Han Da-won                 | MBC    | [ 9 ]  |
| 2017 | School 2017    | Choi Hyun-jung             | KBS2   |        |
| 2019 | Dear My Name   | Jung Ji-woo                |        | [ 10 ] |